# William Laurence Bingham
William Laurence Bingham MBE (Belfast, 5 d'agost de 1931), conegut com a Billy Bingham, fou un jugador i entrenador de futbol nord-irlandès.
Ingressà al Sunderland AFC el 1950 per £8.000 on jugà 227 partits i marcà 47 gols. Més tard jugà amb el Luton Town (amb qui jugà la final de la Copa anglesa el 1959) i l'Everton FC amb un traspàs de £15.000. Amb aquest club jugà 98 partits i marcà 26 gols. Finalment jugà amb el Port Vale, club on es retirà el 1964 després de trencar-se una cama.
Amb la selecció jugà la Copa del Món de 1958. Disputà un total de 56 partits, rècord del moment, i marcà 10 gols.
Com a entrenador dirigí a la selecció d'Irlanda del Nord durant dos períodes separats i a la Grècia, a més de diversos club britànics. Dirigí a Irlanda als Mundials de 1982 i 1986.
Entre les nombroses distincions que va rebre cal esmentar:
- Orde de l'Imperi Britànic el 1981.
- Premi al Mèrit de la Professional Footballers Association el 1994.
- Orde de Mèrit del Centenari de la FIFA el 2004.